# Bandon (Oregon)
Bandon è una città degli Stati Uniti d'America situata nell'Oregon, nella Contea di Coos.